# Малакофф (О-де-Сен)
Малако́фф (фр. Malakoff) — місто та муніципалітет у Франції, у регіоні Іль-де-Франс, департамент О-де-Сен. Населення — 30 292 особи (01.01.2021).
Муніципалітет розташований на відстані близько 7 км на південний захід від Парижа, 12 км на південний схід від Нантера.

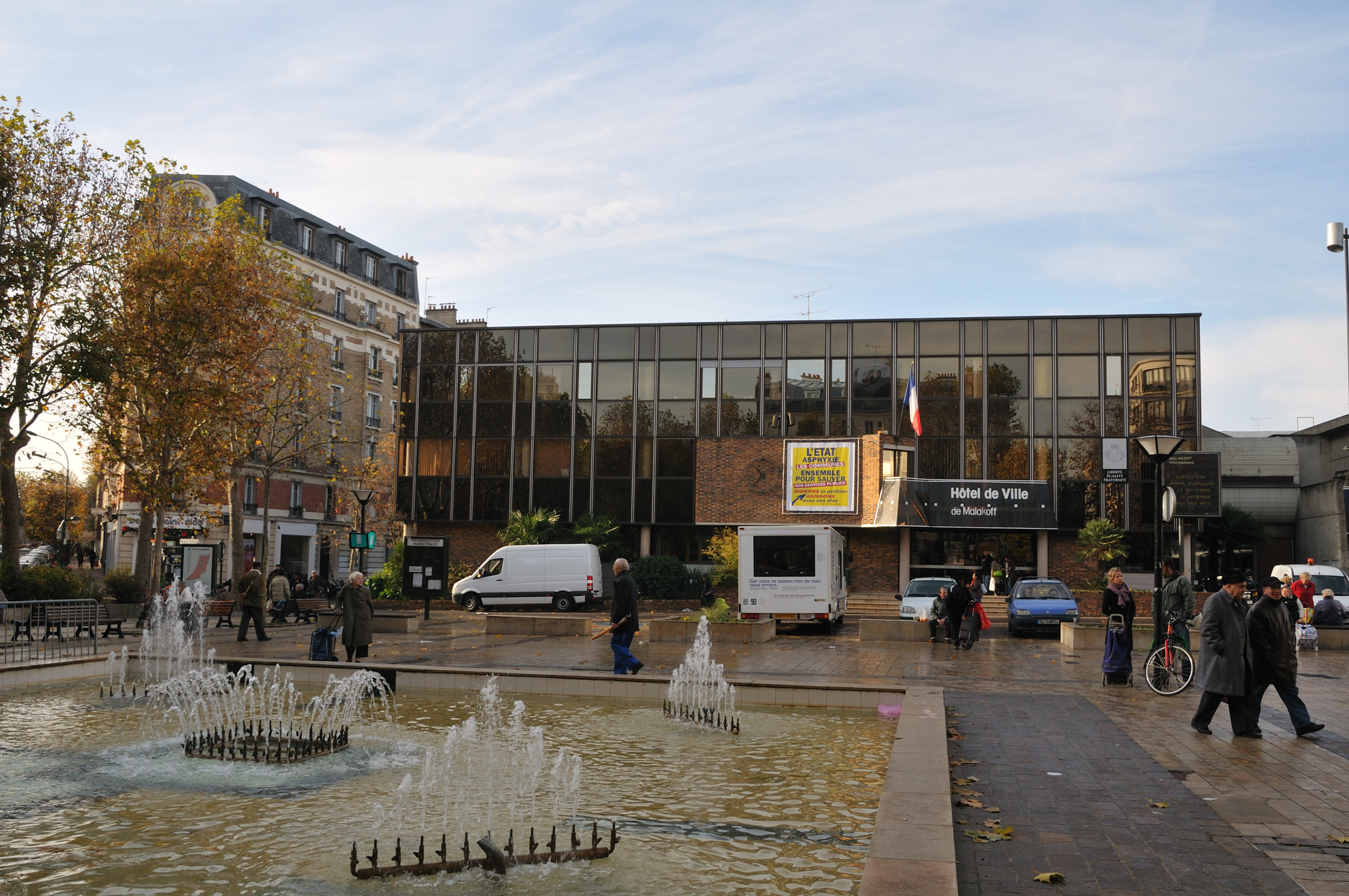
Мерія

## Історія
Комуна Малакофф була створена 8 листопада 1883 року шляхом відокремлення її території від комуни Ванв. Її назва була взята від вивіски трактиру À la Tour de Malakoff («На вежі Махакова»); трактир був названий так у 1855 році на честь битви під Малаховим Курганом, що відбулася під час Кримської війни.

## Демографія
Динаміка населення (Cassini і INSEE ):
Розподіл населення за віком та статтю (2006):
| Стать | Всього | До 15 років | 15-24 | 25-44 | 45-64 | 65-85 | Понад 85 |
| --- | ------ | ----------- | ----- | ----- | ----- | ----- | -------- |
| Чоловіки | 14 463 | 2762        | 1847  | 4779  | 3492  | 1456  | 127      |
| Жінки | 16 028 | 2586        | 2000  | 4985  | 3930  | 2148  | 379      |
| \| Статево-вікова піраміда \| Статево-вікова піраміда \| Статево-вікова піраміда \| \| ----------------------- \| ----------------------- \| ----------------------- \| \| Чоловіки \| Вік \| Жінки \| \| 127 \| 85 + \| 379 \| \| 208 \| 80-84 \| 414 \| \| 284 \| 75-79 \| 489 \| \| 484 \| 70-74 \| 647 \| \| 480 \| 65-69 \| 598 \| \| 657 \| 60-64 \| 679 \| \| 930 \| 55-59 \| 1053 \| \| 922 \| 50-54 \| 1022 \| \| 983 \| 45-49 \| 1176 \| \| 1114 \| 40-44 \| 1196 \| \| 1172 \| 35-39 \| 1176 \| \| 1172 \| 30-34 \| 1266 \| \| 1321 \| 25-29 \| 1347 \| \| 1063 \| 20-24 \| 1158 \| \| 784 \| 15-20 \| 842 \| \| 863 \| 10-14 \| 775 \| \| 907 \| 5-9 \| 903 \| \| 992 \| 0-4 \| 908 \| |        |             |       |       |       |       |          |
| Статево-вікова піраміда |        |             |       |       |       |       |          |
| Чоловіки | Вік    | Жінки       |       |       |       |       |          |
| 127 | 85 +   | 379         |       |       |       |       |          |
| 208 | 80-84  | 414         |       |       |       |       |          |
| 284 | 75-79  | 489         |       |       |       |       |          |
| 484 | 70-74  | 647         |       |       |       |       |          |
| 480 | 65-69  | 598         |       |       |       |       |          |
| 657 | 60-64  | 679         |       |       |       |       |          |
| 930 | 55-59  | 1053        |       |       |       |       |          |
| 922 | 50-54  | 1022        |       |       |       |       |          |
| 983 | 45-49  | 1176        |       |       |       |       |          |
| 1114 | 40-44  | 1196        |       |       |       |       |          |
| 1172 | 35-39  | 1176        |       |       |       |       |          |
| 1172 | 30-34  | 1266        |       |       |       |       |          |
| 1321 | 25-29  | 1347        |       |       |       |       |          |
| 1063 | 20-24  | 1158        |       |       |       |       |          |
| 784 | 15-20  | 842         |       |       |       |       |          |
| 863 | 10-14  | 775         |       |       |       |       |          |
| 907 | 5-9    | 903         |       |       |       |       |          |
| 992 | 0-4    | 908         |       |       |       |       |          |

## Економіка
2010 року серед 21 579 осіб працездатного віку (15—64 років) 16 979 були активними, 4600 — неактивними (показник активності 78,7%, у 1999 році було 76,7%). З 16 979 активних мешканців працювало 15 176 осіб (7499 чоловіків та 7677 жінок), безробітними було 1803 (947 чоловіків та 856 жінок). Серед 4600 неактивних 2327 осіб було учнями чи студентами, 1106 — пенсіонерами, 1167 були неактивними з інших причин.

У 2010 році в муніципалітеті числилось 13504 оподатковані домогосподарства, у яких проживали 29912,0 особи, медіана доходів виносила 21 457,5 євро на одного особоспоживача

## Галерея зображень

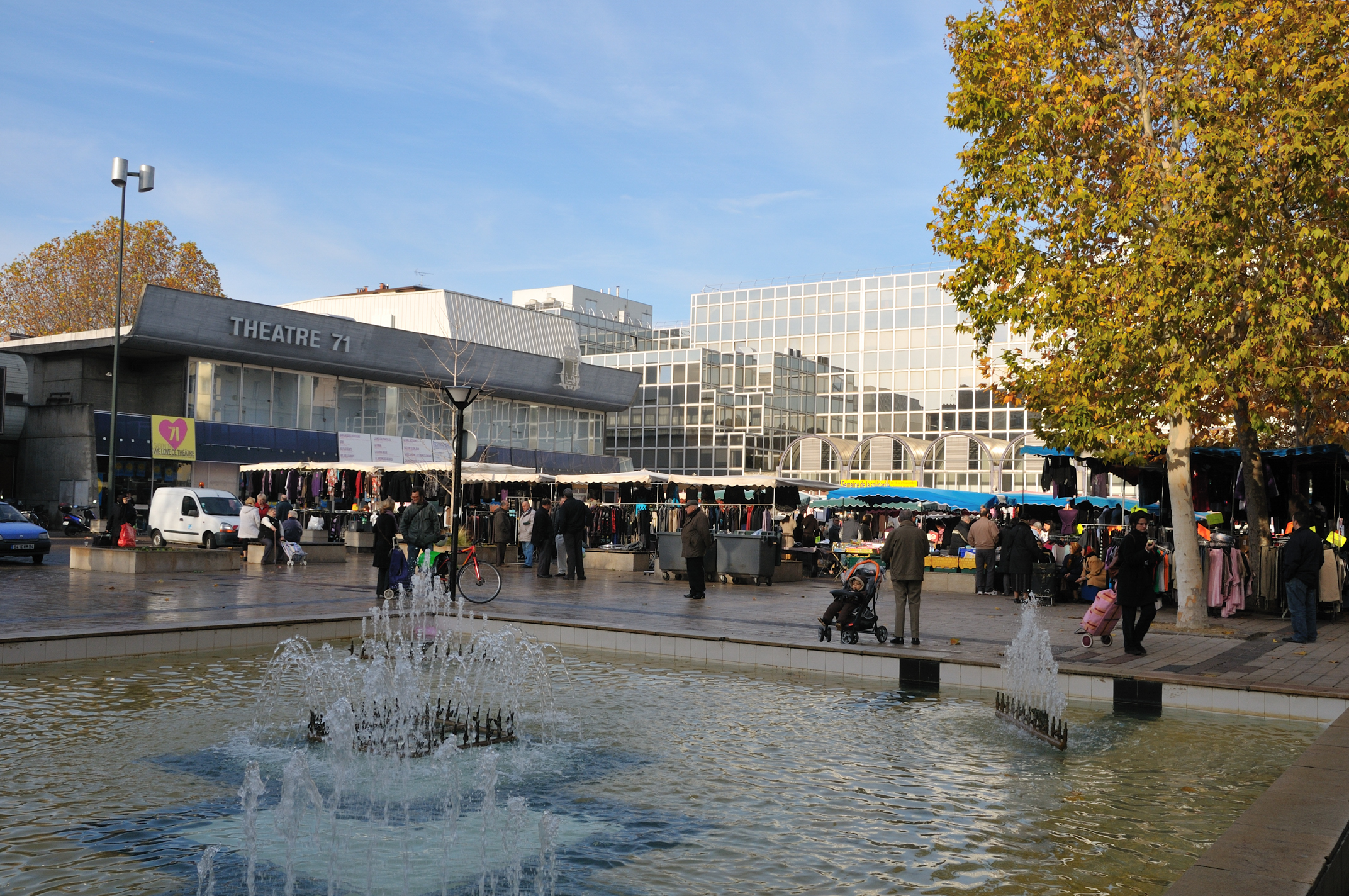
Площа 11 листопада
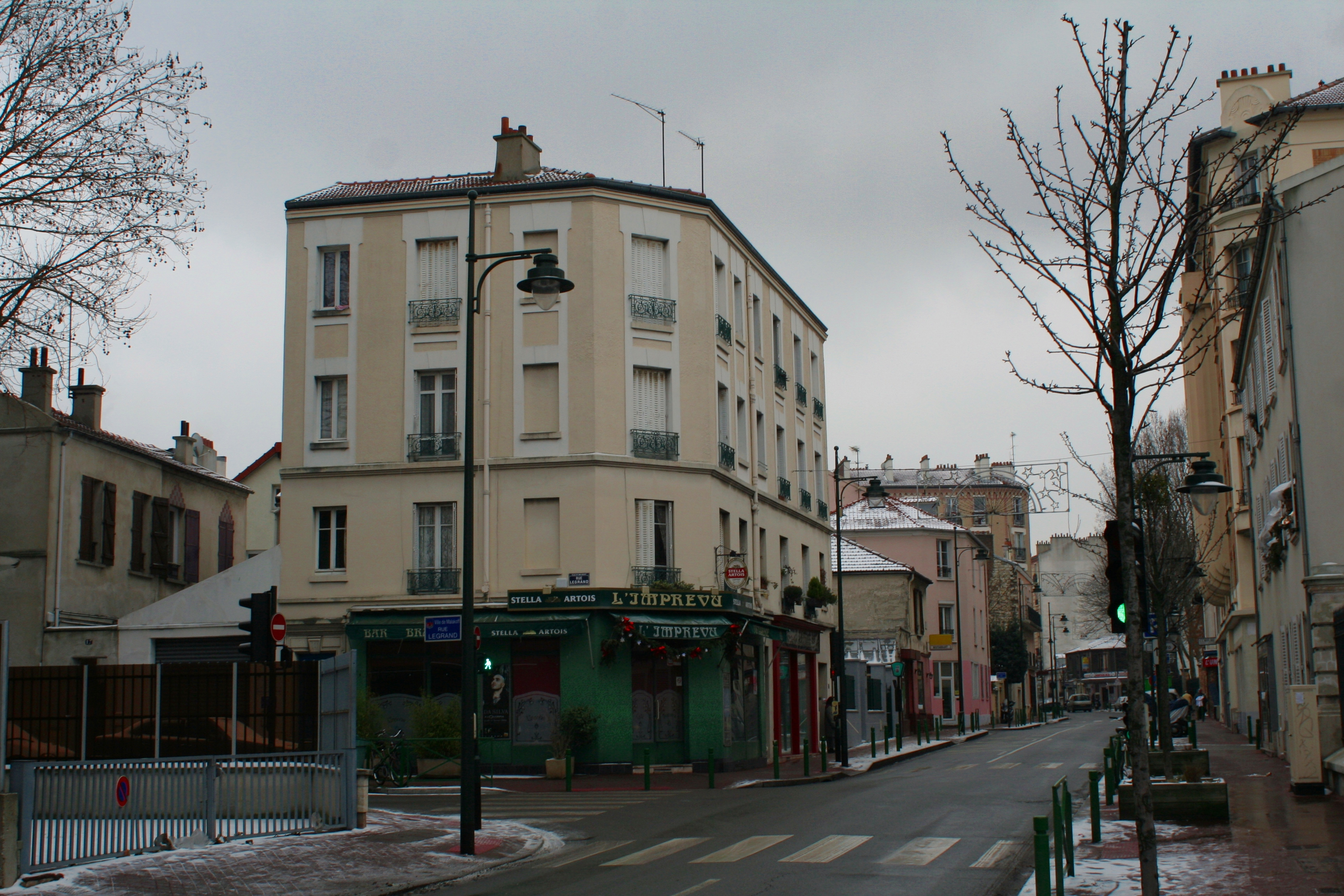
Проспект П'єра Ларусса
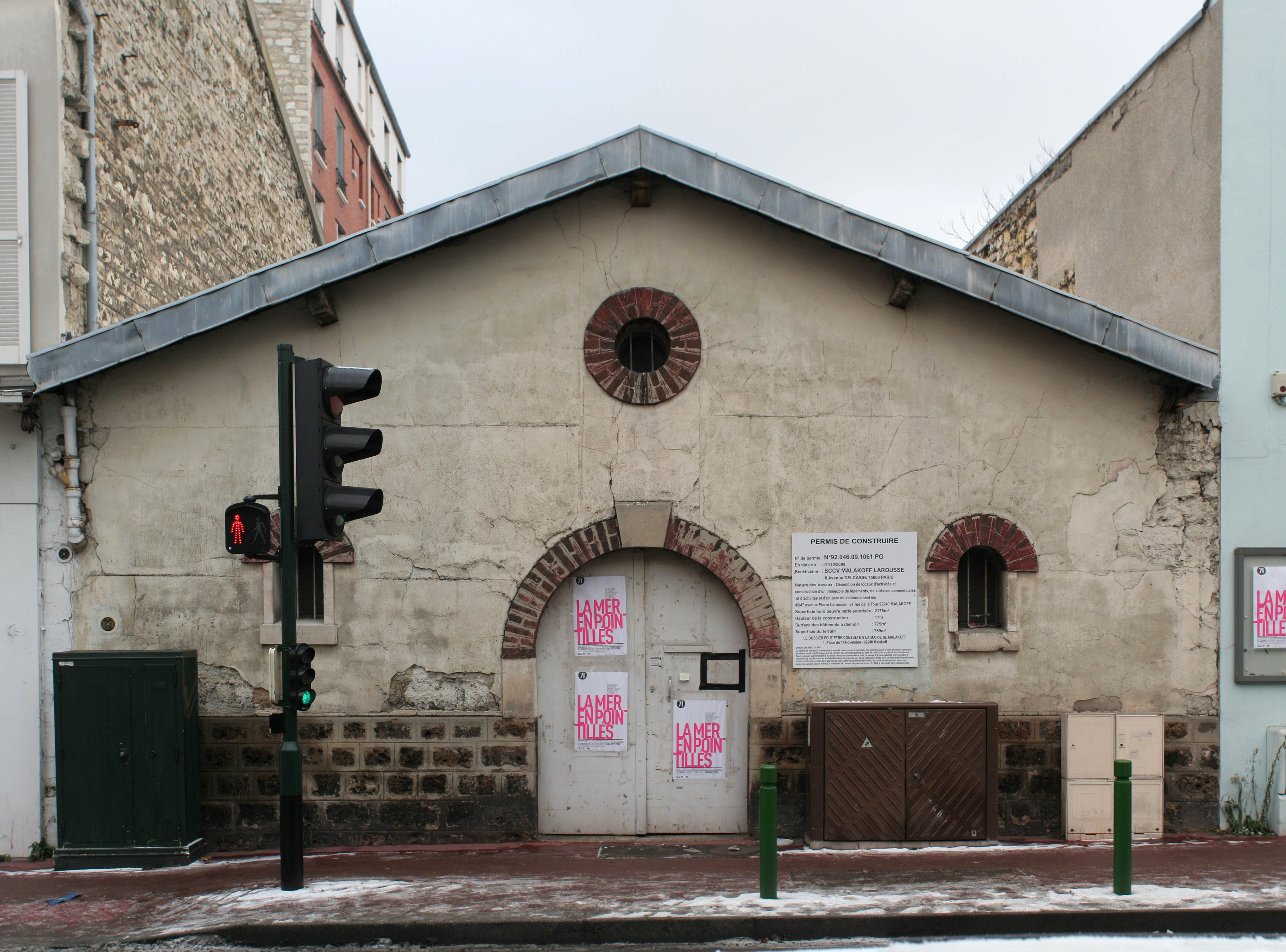
Проспект П'єра Ларусса
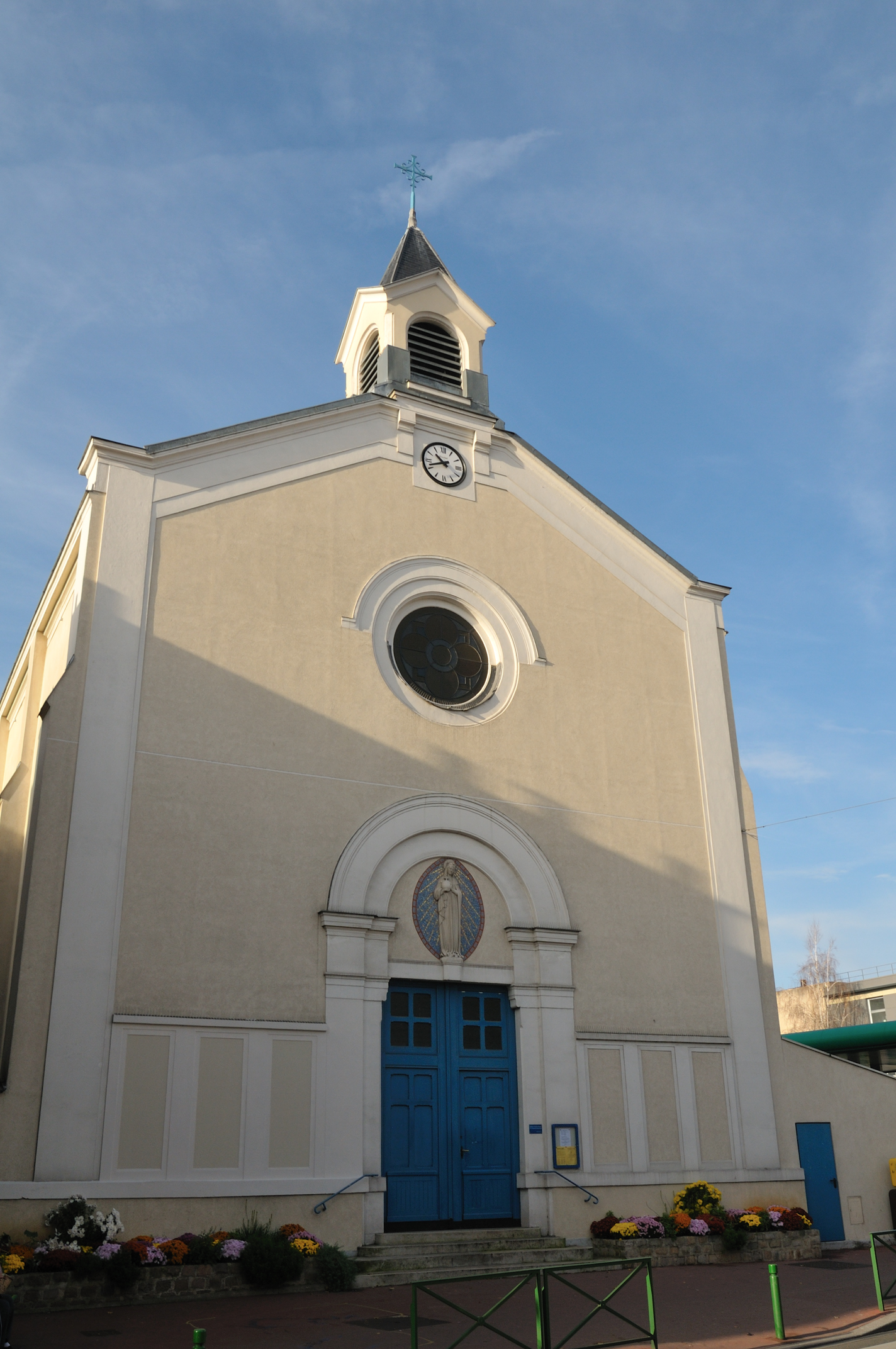
Церква Богоматері Чудодійного Медальйона